# Sable rojo

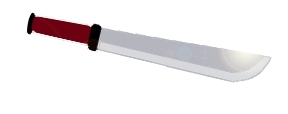
Sable rojo. *Dibujo: símil sable rojo ecuatoriano.

El sable rojo, también conocido como machete montuvio, ecuatoriano es un tipo de sable utilizado por los zafreros del Ecuador, con el propósito de cortar las cañas de azúcar en oportunidad de la época de la zafra. también conocido como machete es parte de la vestimenta tradicional del montuvio ecuatoriano.

## Características principales
Posee una hoja de acero altamente resistente y bien templada, con su filo muy agudo y férreo a la vez. Tiene un largo aproximado de 60 cm y su hoja es más ancha hacia el final.

### Aplicación principal
Se utiliza fundamentalmente para efectuar el corte de las cañas de azúcar, con precisión y velocidad, de un solo golpe. Debido a las características señaladas anteriormente y a su equilibrado peso y diseño, se constituye en una herramienta de gran utilidad y rendimiento para el trabajador zafrero.

### Otras aplicaciones y mantenimiento
Sirve como desmalezador, para el corte de todo tipo de fronda y pastizales, etc. Su mantenimiento consiste -fundamentalmente- en mantener el filo periódicamente asentado y cuidar el acero de su hoja engrasándolo para su mejor conservación.